# Character designer
Character designer, chara design ou concepteur de personnages, est un terme utilisé notamment dans le monde de l'animation, de la bande dessinée  (principalement comics et manga), au cinéma et dans les séries télévisées (notamment de science-fiction), ainsi que dans le jeu vidéo, pour désigner une personne chargée de créer la charte graphique, d'animation, et parfois, psychologique, des personnages d'un projet.

Le character designer peut aussi être la personne (ou une des personnes) qui doit représenter les personnages qu'il a créés tout au long du projet, mais son travail consiste avant tout à imaginer une représentation graphique des personnages.

## Quelquescharacter designers

### Animation
- Peter Chung dans Aeon Flux et Alexander seki
- Noizi Ito dans La mélancolie de Haruhi Suzumiya, Nanatsuiro drops et Shakugan no Shana
- Chuya Nakahara dans El Hazard et Ashita no Nadja
- Toshihiro Kawamoto dans Cowboy Bebop, Wolf's Rain
- Yoshitoshi ABe dans Serial experiments Lain, NieA under 7, ainsi que Texhnolyze
- Shinji Otsuka dans Cobra et Pompoko
- Yoshifumi Kondō dans Le Tombeau des lucioles, Omohide poro poro
- Fabrice Parme, pour Famille Pirate
- Ayoub Oubrari dans Bomberman, Perkinsaar, ainsi que Buoybski.
- Yoshiyuki Sadamoto, pour Nadia, le secret de l'eau bleue, Evangelion, FLCL, .hack, Die Buster
- Zoïa Trofimova, pour La Prophétie des grenouilles;
- Xavier Houssin, pour le jeu vidéo Dofus et la série animée Wakfu
- Carter Goodrich, pour Le Monde de Nemo, Moi, moche et méchant, Rebelle…

### Jeu vidéo
- Tetsuya Nomura, exemples : Final Fantasy VII, Kingdom Hearts
- Akira Toriyama, exemples : Dragon Quest, Chrono Trigger
- Yoji Shinkawa, exemple : Metal Gear Solid
- Ayami Kojima, exemple : Castlevania
- Michel Ancel, exemples : Rayman, Rayman contre les Lapins Crétins

### Bande dessinée, manga, comics
- Akira Toriyama, exemples : Dragon Ball, Dr Slump
- Yoshiyuki Sadamoto, exemples : Evangelion, Route 20, Systeme of love, Dirty Work
- Jack Kirby, exemples: Les X-Men, Ultimate Fantastic Four, Ironman...

### Film
- Marc Caro
- Aaron Sims